# Saulius Skvernelis
Saulius Skvernelis (ur. 23 lipca 1970 w Kownie) – litewski polityk, prawnik i policjant, od 2014 do 2016 minister spraw wewnętrznych, poseł na Sejm Republiki Litewskiej, w latach 2016–2020 premier Litwy, od 2024 przewodniczący Sejmu Republiki Litewskiej.

## Życiorys
W 1994 ukończył studia na Wileńskim Uniwersytecie Technicznym im. Giedymina z tytułem zawodowym inżyniera mechanika. W 2005 uzyskał magisterium z prawa na Uniwersytecie Michała Römera. W latach 1994–1998 był nauczycielem akademickim w Litewskiej Akademii Policyjnej. Następnie obejmował kierownicze stanowiska w strukturach litewskiej policji – w tym w kwietniu 2008 został zastępcą komendanta głównego, a w marcu 2011 komendantem głównym policji.
11 listopada 2014 rozpoczął urzędowanie na stanowisku ministra spraw wewnętrznych w rządzie Algirdasa Butkevičiusa. Został zgłoszony przez partię Porządek i Sprawiedliwość. W marcu 2016 ogłosił zamiar kandydowania do Sejmu z ramienia Litewskiego Związku Rolników i Zielonych (LVŽS). W tym samym miesiącu podał się do dymisji. Zakończył urzędowanie 14 kwietnia 2016.
W wyborach w październiku 2016 otwierał listę wyborczą LVŽS, uzyskując mandat poselski. Ugrupowanie to zwyciężyło w wyborach, po czym podpisało porozumienie koalicyjne z Litewską Partią Socjaldemokratyczną, wysuwając kandydaturę Sauliusa Skvernelisa na nowego premiera.
15 listopada 2016 prezydent Dalia Grybauskaitė desygnowała go na to stanowisko. Tydzień później Sejm zatwierdził jego wybór na urząd premiera (większością 90 głosów za przy 4 przeciw i 33 wstrzymujących się). Urzędowanie na stanowisku premiera rozpoczął 13 grudnia 2016 po zatwierdzeniu programu rządowego przez Sejm i zaprzysiężeniu członków jego gabinetu.
W maju 2019 z poparciem swojego ugrupowania kandydował w wyborach prezydenckich. Otrzymał 19,6% głosów w I turze głosowania, zajmując 3. miejsce wśród 9 kandydatów. W reakcji na tę porażkę zapowiedział ustąpienie z urzędu premiera w lipcu tegoż roku. W lipcu 2019 zadeklarował jednak pozostanie na tym stanowisku.
W sierpniu 2019 Saulius Skvernelis poinformował, że zdiagnozowano u niego białaczkę.
W wyborach w 2020 z powodzeniem ubiegał się o poselską reelekcję. LVŽS w wyniku tych wyborów utracił władzę; Saulius Skvernelis zakończył pełnienie funkcji premiera 11 grudnia 2020, kiedy to zastąpiła go Ingrida Šimonytė. We wrześniu 2021 znalazł się w grupie posłów LVŽS, którzy ogłosili odejście z frakcji i współtworzenie nowego klubu deputowanych. W styczniu 2022 został przewodniczącym nowej partii pod nazwą Związek Demokratów „W imię Litwy”. W 2024 z jej ramienia utrzymał mandat poselski na kolejną kadencję. 14 listopada tegoż roku na pierwszym posiedzeniu Sejmu nowej kadencji został wybrany na jego przewodniczącego.

## Odznaczenia i wyróżnienia
- Krzyż Wielki Orderu Zasługi Rzeczypospolitej Polskiej (2020)[20][21]
- Medal Rady Bałtyckiej (2020)[22]

- tytuł „Człowieka Roku” 2017 Forum Ekonomicznego[23]